# 裴鏡
裴鏡為中國清朝武官官員，本籍湖南。1761年（乾隆26年）奉旨接任甘國寶擔任台灣鎮總兵。是台灣清治時期此期間，受台灣道制約的台灣地區最高軍事首長。
| 前任： 甘國寶 | 台灣鎮總兵 1761年上任 | 繼任： 游金輅 |

| 前任： 黃良 | 台灣水師協副將 1757年上任 | 繼任： 陳啟燦 |